# Munster (queso)
El munster o munster-géromé es un queso francés del este de Francia (Alsacia, Franco Condado, Meurthe y Mosela, Mosela, Vosgos) beneficiario de una AOC desde 1969.

## Historia
Tiene su origen en las laderas de los Vosgos en Alsacia y Lorena. La leyenda dice que la receta de este queso fue entregada a los nativos de los Vosgos por un monje irlandés de paso en el siglo IX. Su nombre proviene de la villa de Munster (Alto Rin), cercana a Colmar, a su vez, procedente del término latino «monasterium». 
Para otros, la receta se remontaría a la época de Carlomagno, en la que los monjes fueron a cristianizar la región, aportando su conocimiento en la fabricación de quesos. El nombre de «munster» vendría de «monasterio», habiendo asumido los campesinos la costumbre de pagar una parte de sus impuestos al duque de Lorena en forma de queso.
Ha existido desde la Alta Edad Media, cuando monjes irlandeses y benedictinos italianos se ubicaron en los Vosgos. Lo que parece seguro es que, como otros quesos históricos, el Munster fue creado para conservar la leche excedente y servía al tiempo como medio de pago.

## Descripción
Se trata de un queso a base de leche de vaca pasteurizada. El tradicional se hace con la raza autóctona, que fue traída desde Escandinavia en el siglo XVIII, y que se alimenta de los pastos llamados Chaumes. No obstante, la mayor parte del Munster que se comercializa se realiza industrialmente usando leche de vaca pasteurizada, lo que impide apreciar el perfume de los altos pastos. 
Es un queso de pasta blanda y corteza lavada. Masa sin prensar, sin cocer. Forma cilíndrica, una altura de 2,4 a 8 cm, de un peso medio de 800 gramos, pudiendo llegar desde los 450 gramos hasta el kilo y medio de peso. La corteza se lava con salmuera: los coryneformes Brevibacterium linens (llamado fermento del rojo). La corteza queda de color amarillo a rojo anaranjado. 
Materia grasa - 45% 

## Producción

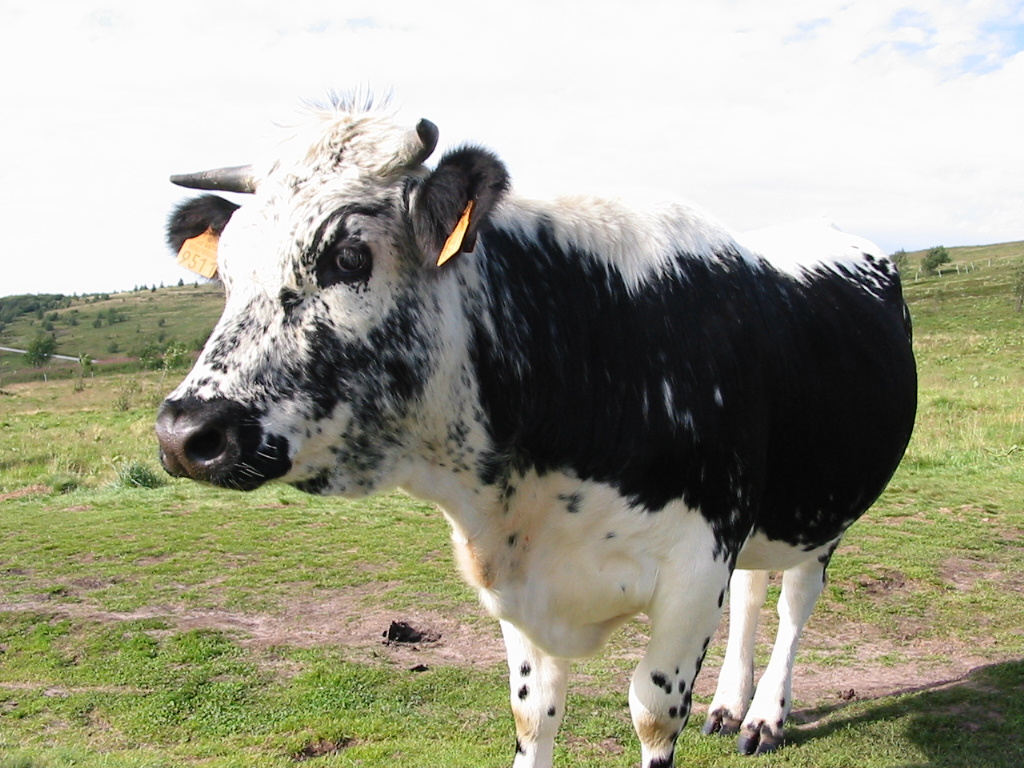
Vaca de la raza de los Vosgos de cuya leche se obtiene el queso munster

La zona de producción lechera cubre siete departamentos incluidas las vertientes alsacianas y lorenesas de la cordillera de los Vosgos. Producción: 8.983 toneladas en 1998 (-3,12% desde 1996) 9% del cual es de leche cruda (7% en granja). La mayor parte de la producción está hoy en manos de los nativos de los Vosgos.

## Degustación
El añejamiento se hace según el pliego de condiciones en 21 días mínimos para Munster o Munster géromé y en 14 días mínimos para el pequeño Munster o pequeño Munster géromé. Durante la afinación, se frota a mano y se da la vuelta a cada queso. El período de degustación óptimo del Munster se extiende de mayo a octubre después de una maduración de 8 a 10 semanas, pero es también excelente de abril a diciembre. 
La textura resulta suave, es semiduro y de color amarillo oscuro. Como todos los quesos de corteza lavada, tiene un olor penetrante y fuerte fácilmente reconocible, pero el gusto es suave. Hay variedades: enriquecido con semillas de alcaravea de Holanda o comino, lo que facilitaría su digestión. Es correcto tomarlo con alcaravea, pero con comino, especia semejante, se considera un error bastante extendido. El Munster puede tomarse en raclette, fundido sobre pan tostado o patatas calientes y cebollas finamente cortadas. Se toma al final de la comida, en canapés o ensaladas. Se puede tomar con cerveza o vinos de la zona (Gewürztraminer,Pinot Gris d'Alsacia) o tintos con cuerpo (Borgoña Pinot Noir).

## Otros Munsters

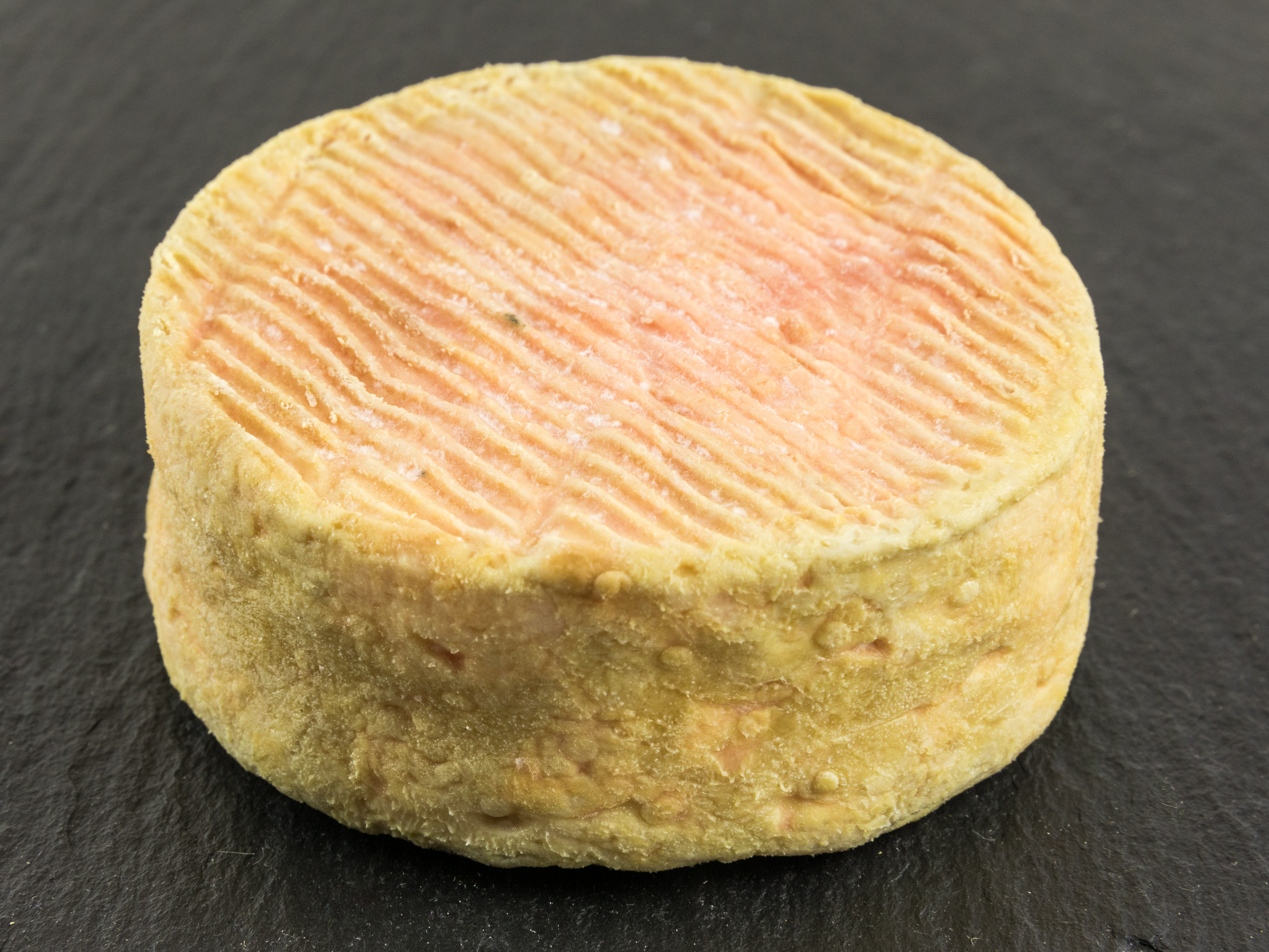
Petit munster.

### Munster géromé
El Munster géromé, llamado también petit munster (Pequeño munster), es en realidad un Munster fabricado en los Vosgos, en Lorena. La palabra «géromé» viene del municipio de Gérardmer. Su nombre vendría de que en el siglo XIII, las rentas del campo se abonaban a la ciudad de Gérardmer, Géromé en dialecto de los Vosgos.
El Munster y el géromé son en realidad el mismo queso, diferenciándose el uno del otro según la vertiente de los Vosgos de donde proceda. En el este, en Alsacia, se le llama «Munster», considerándosele el queso más importante de Alsacia. En el oeste, en Lorena, es el «Géromé». El géromé es un queso más pequeño, de un peso mínimo de 120 gramos. 
Munster obtuvo su AOC en 1969 y en 1978 se unificaron ambos quesos en la AOC Munster-Géromé. El Petit Munster pesa 200 gramos.

### Munster québécois
Existe igualmente un munster québécois, de Quebec.

### Munster alemán
También se llama Munster a un queso elaborado en Alemania. Los Estados Unidos y Dinamarca elaboran sus propias versiones de este queso. El munster o muenster alemán es similar al Munster-Géromé de Francia. Se fabrica con leche de vaca. A veces se presentan en forma de barra, parecida a un ladrillo; otras, como pequeñas ruedas gruesas con una corteza naranja. Corteza lavada. Semiduro. El interior tiene numerosos agujeros; blanco cremoso con una superficie amarillenta. Olor acre. Sabor suave, tirando a picante. Es parecido al brick pero tiene una menor curación. El Munster francés fue adoptado rápidamente en la región de la Selva Negra y llamado Münsterkäse.

## Denominación de origen
A nivel nacional, el Munster es reconocido en Francia como appellation d'origine contrôlée (AOC) desde 1969. Desde 1996, es una denominación de origen protegida (PDO) ante la Unión Europea. A nivel internacional, cuenta con registro como denominación de origen, conforme al Sistema de Lisboa, ante la Organización Mundial de la Propiedad Intelectual, desde el 1 de julio de 1968.